# Ghețarul Robert Scott

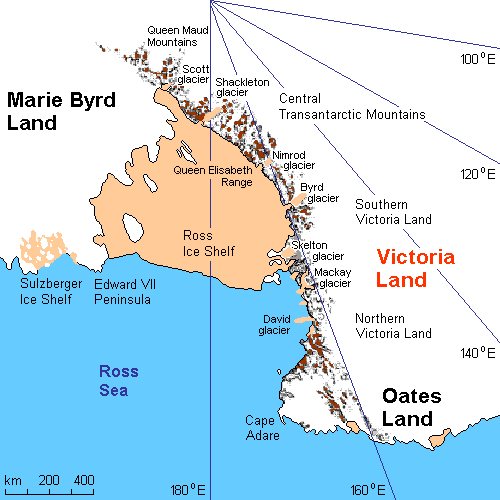
Harta Ghețarului Robert Scott

Ghețarul Robert Scott (85°45′S 153°0′V / 85.750°S 153.000°V) este un ghețar mare, 190 km lungime, care se scurge din Calota de gheață din Antarctida de Est prin Munții Regina Maud și debușează în Ghețarul Ross Ice Shelf. Ghețarul Robert Scott este unul dintre o serie de ghețari mari care curge de peste Munții Transantarctici, cu Ghețarul Amundsen la vest și Ghețarul Leverett și Ghețarul Reedy la est.

## Geografie
Ghețarul Robert Scott provine de pe Platoul Polar în vecinătatea Angelo Bluff și a Muntelui Howe, și coboară între Podișul Nilsen și Munții Escarpment Watson pentru a debușa în Ghețarul Ross Ice Shelf doar la vest de Munții Tapley.
Munții Tapley, Watson Escarpment, Munții Blackburn, și Munții La Gorce obligă ghețarul Robert Scott să curgă spre est, în timp ce Karo Hills, Munții Hays, Faulkner Escarpment, și Munții Rawson definesc marginea vestică de drenaj a ghețarului Robert Scott.

### Particularitate
Ghețarul Robert Scott este cel mai sudic punct atins de oceanul planetar. 

## Istoria
Ghețarul Robert Scott a fost descoperit în decembrie 1929 de către expediția geologică "Antarctica Byrd" condusă de Laurence Gould. Ghețarul Robert Scott a fost numit de către "Comitetul consultativ privind denumirile Antarctice (SUA-ACAN)" după exploratorul "Robert Falcon Scott", care nu a văzut niciodată ghețarul Robert Scott, ci mai degrabă a urcat Ghețarul Beardmore la vest, în drumul spre Polul Sud, în 1911-1912.